# Sibley (Illinois)
Sibley – wieś w Stanach Zjednoczonych, w stanie Illinois, w hrabstwie Ford.